# 24. november
24. november je 328. dan leta (329. v prestopnih letih) v gregorijanskem koledarju. Ostaja še 37 dni.

## Dogodki
- 642 – Teodor I. postane papež
- 1642 – Abel Tasman odkrije Tasmanijo
- 1859 – izid Darwinove knjige Izvor vrst
- 1940 – Slovaška pristopi k trojnemu paktu
- 1941 – postavljeno koncentracijsko taborišče Terezin
- 1963 – Lastnik Dallaskega nočnega kluba Jack Ruby ustreli in smrtno rani Lee Harveyja Oswalda, atentatorja, ki je dva dni predtem ubil ameriškega predsednika Kennedyja.
- 1974 – ameriški paleoantropolog Donald Carl Johanson in Tom Gray pri Hadarju v Etiopiji najdeta okostnjak avstralopiteka Lucy
- 1989 – odstop celotnega vodstva KP Češkoslovaške
- 2000 – v Barceloni 900.000 ljudi protestira proti Etinimim terorističnim akcijam

## Rojstva
- 1632 – Baruch Spinoza, nizozemski filozof judovskega rodu († 1677)
- 1729 – Aleksander Vasiljevič Suvorov, ruski general († 1800)
- 1784 – Zachary Taylor, ameriški predsednik († 1850)
- 1785 – Philipp August Böckh, nemški učenjak († 1867)
- 1826 – Carlo Collodi, italijanski novinar, pisatelj († 1890)
- 1833 – Jovan Jovanović Zmaj, srbski pesnik († 1904)
- 1848 – Lilli Lehmann, nemška sopranistka († 1929)
- 1857 – Ignacij Žitnik, slovenski politik in časnikar († 1913)
- 1861 – João da Cruz e Sousa, brazilski pesnik († 1898)
- 1864 – Henri de Toulouse-Lautrec, francoski slikar († 1901)
- 1868 – Scott Joplin, ameriški pianist, skladatelj († 1917)
- 1887 – Erich von Manstein, nemški feldmaršal († 1973)
- 1888 – Dale Carnegie, ameriški pisatelj, predavatelj († 1955)
- 1897 – Lucky Luciano, ameriški gangster († 1962)
- 1900 – Mara Hus, slovenska pisateljica († 1944)
- 1914 – Agostino Casaroli, italijanski kardinal († 1998)
- 1925 – Simon van der Meer, nizozemski fizik, nobelovec 1984 († 2011)
- 1926 – Tsung-Dao Lee, kitajsko-ameriški fizik, nobelovec 1957
- 1934 – Alfred Garjevič Šnitke, ruski skladatelj († 1998)
- 1938 – Willy Claes, belgijski politik
- 1942 – Billy Connolly, škotski igralec, komik, glasbenik
- 1954 – Emir Kusturica, srbski režiser
- 1978 – Katherine Heigl, ameriška filmska in televizijska igralka
- 1984 – Maria Höfl-Riesch, nemška alpska smučarka

## Smrti
- 1245 – Walter Marshal, angleški plemič, 5. grof Pembroke (* 1196)
- 1265 – Magnus Olafsson, zadnji kralj otoka Man in Hebridov
- 1326 – Hugh Despenser mlajši, angleški kraljevi komornik, gusar (* 1286)
- 1572 – John Knox, škotski reformator in kalvinistični teolog (* 1510)
- 1661 – Ženg Žilong, kitajski pirat (* 1604)
- 1870 – Isidore Lucien Ducasse - grof Lautréamont, francoski pesnik, pisatelj (* 1846)
- 1904 – Christopher Dresser, britanski oblikovalec (* 1834)
- 1906 – Simon Gregorčič, slovenski pesnik (* 1844)
- 1916 – Hiram Stevens Maxim, ameriško-britanski izumitelj (* 1840)
- 1929 – Georges Benjamin Clemenceau, francoski politik (* 1841)
- 1943 – France Balantič, slovenski pesnik (* 1921)
- 1946 – László Moholy-Nagy, madžarski slikar, fotograf (* 1895)
- 1961 – Gustav Šilih, slovenski pisatelj (* 1893)
- 1963 – Lee Harvey Oswald, ameriški atentator (* 1939)
- 1978 – Vilmoš Županek, prekmurski nabožni pisatelj (* 1897)
- 1989 – Abdalah Jusuf Azam, jordanski terorist (* 1941)
- 1991 – Freddie Mercury, britanski glasbenik (* 1946)
- 2002 – John Rawls, ameriški filozof (* 1921)